# Demokratische Bauernpartei Deutschlands
De Demokratische Bauernpartei Deutschlands (DBD, Democratische Boerenpartij van Duitsland) was een politieke partij in de Duitse Democratische Republiek (DDR).
De DBD werd in april 1948 opgericht in de Sovjet-bezettingszone in opdracht van de communistische SED. De DBD steunde de door de DDR-leiding doorgevoerde collectivisatie.
De DBD was met 52 zetels vertegenwoordigd in de Volkskammer en een aantal prominenten waren minister in de DDR-regeringen.
De DBD onderhield nauwe contacten met de Vereniging van de Wederzijdse Boerenhulp (Vereinigung der gegenseitigen Bauernhilfe, VdgB). Veel bestuursfuncties binnen deze organisatie voor agrariërs werden bekleed door DBD'ers. Een meerderheid van de bestuursfuncties binnen de VdgB werd evenwel opgevuld door SED'ers.
Na de val van de Berlijnse Muur en de val van het communisme in de DDR werd de DBD een oppositiepartij en presenteerde zij zich als een ecologische boerenpartij. Bij de laatste verkiezingen in de DDR haalde de DBD de kiesdrempel niet en ging zij op in de CDU.

## Buitenlandse contacten
De DBD onderhield vriendschappelijke banden met boerenpartijen in andere socialistische landen. Er bestonden nauwe contacten met de Verenigde Boerenpartij (Zjednoczone Stronnictwo Ludowe, ZSL) in Polen en de Bulgaarse Agrarische Nationale Unie (Bǔlgarski Zemedelski Naroden Sǔyuz, BZNS) in Bulgarije. Daarnaast waren er contacten met de boerenbonden in de Bondsrepubliek Duitsland.

## Bestuur
Tijdens een partijdag (Parteitag), die in de regel om de vijf jaar plaatsvond, kozen de gedelegeerden een Partijbestuur (Parteivorstand) en een partijvoorzitter. Tussen de partijcongressen in bestuurde het Partijbestuur de partij. Om het Partijbestuur te ontlasten, koos het bestuur uit haar midden een Presidium (Präsidium), bestaande uit 16 leden (1986). Enkele leden van het Presidium (w.o. de partijvoorzitter) waren ook lid van het Secretariaat (Sekretariat) van het Partijbestuur, het werkelijke machtsorgaan van de partij.

## Feiten en cijfers[4]
- Beroepsstructuur:
  - 74,8% - Kleine (zelfstandige) boeren
  - 3,7% - Land- en bosarbeiders
  - 21,5% - Overige beroepen

- Vrouwenaandeel:
  - 33%

- Leeftijdsaandeel:
  - 5% jonger dan 25 jaar
  - 95% ouder dan 25 jaar

- Partijdagen:[5]
  - 1e Partijdag - 16/7-17/7/1948 - Schwerin
  - 2e Partijdag - 6/7-8/7/1951 - Eisenach
  - 3e Partijdag - 4/9-6/9/1953 - Güstrow
  - 4e Partijdag - 31/8-2/9/1955 - Halle
  - 5e Partijdag - 2/7-4/7/1957 - Leipzig
  - 6e Partijdag - 12/5-14/5/1960 - Güstrow
  - 7e Partijdag - 3/5-5/5/1963 - Schwerin
  - 8e Partijdag - 3/5-5/5/1968 - Maagdenburg
  - 9e Partijdag - 3/5-5/5/1972 - Schwerin
  - 10e Partijdag - 4/5-6/5/1977 - Schwerin
  - 11e Partijdag - 5/5-7/5/1981 - Suhl
  - 12e Partijdag - 28/4-30/4/1987 - Rostock

Lijst van voorzitters van de BDB
| Ernst Goldenbaum  | 1948-1982                   |
| Ernst Mecklenburg | 1982-1987                   |
| Günther Maleuda   | 1987-1990                   |
| Ulrich Junghanns  | 1990 (tijdelijk voorzitter) |

## Verwijzingen
1. ↑  Die "befreundeten Parteien" der SED, door: Peter-Joachim Lapp, 1988, blz. 103
2. ↑  Die "befreundeten Parteien" der SED, door: Peter-Joachim Lapp, 1988, blz. 108
3. ↑  Die "Befreundeten Parteien" der SED, door: Peter Joachim Lapp, 1988, blz. 175
4. ↑  Die "befreundeten Parteien" der SED, door: Peter-Joachim Lapp, 1988, blz. 33-34
5. ↑  Die "befreundeten Parteien" der SED, door: Peter-Joachim Lapp, 1988, blz. 60